# Wspólnota administracyjna Höchstädt an der Donau
Wspólnota administracyjna Höchstädt an der Donau, Wspólnota administracyjna Höchstädt a.d.Donau – wspólnota administracyjna (niem. Verwaltungsgemeinschaft) w Niemczech, w kraju związkowym Bawaria, w rejencji Szwabia, w regionie Augsburg, w powiecie Dillingen an der Donau. Siedziba wspólnoty znajduje się w mieście Höchstädt an der Donau.
Wspólnota administracyjna zrzesza jedno miasto (Stadt) oraz cztery gminy wiejskie (Gemeinde): 
- Blindheim, 1 713 mieszkańców, 26,39 km²
- Finningen, 1 653 mieszkańców, 27,84 km²
- Höchstädt an der Donau, miasto, 6 520 mieszkańców, 37,45 km²
- Lutzingen, 979 mieszkańców, 24,94 km²
- Schwenningen, 1 397 mieszkańców, 25,02 km²